# Ypthima clinioides
Ypthima clinioides är en fjärilsart som beskrevs av Charles Oberthür 1891. Ypthima clinioides ingår i släktet Ypthima och familjen praktfjärilar. Inga underarter finns listade i Catalogue of Life.